# Noche de verano (película española)
Noche de verano es una película de drama de 1962. Es la primera película escrita y dirigida por Jorge Grau. Se trata de un drama psicológico en blanco y negro interpretada por los protagonistas Francisco Rabal, Marisa Solinas, María Cuadra, Gian Maria Volonté y Rosalba Neri. La ciudad de Barcelona es testigo de la narración del periodo entre dos verbenas de San Juan respecto las aventuras de varias parejas, siendo un reflejo sobre conflictos internos, matrimonios, adulterios o emociones reprimidas que afecatan a las vidas de todos ellos. Sin embargo, sólo son honestos y sinceros con aquellas personas ajenas a sus vidas.

## Argumento
Miguel y Rosa, Bernardo y Carmen, Alberto e Inés, son tres parejas de jóvenes que se muestran aparentemente felices en sus respectivos noviazgos y matrimonios, sin embargo, en el transcurso de una verbena a otra de años sucesivos, la situación ha cambiado y los problemas han ido floreciendo.  
Bernardo y Carmen, ambos de clase alta, tienen una relación matrimonial que parece afianzada pero se trata simplemente de una apariencia, pues la falta de honestidad y comunicación es lo que les caracteriza. Él se muestra como un rico que vive la vida de forma lujosa sin tener que trabajar, mientras que ella se considera mala esposa. Bernardo es infeliz y encuentra consuelo en su amiga Inés, lo que termina siendo un reflejo de la hipocresía y atracción. Esta joven está casada con Alberto, un directivo con problemas económicos en la empresa en la que trabaja, a todo ello se le suma la preocupación del matrimonio por la hija que tienen en común; su relación, en cambio, se caracterizará por el apoyo mutuo y el entendimiento. La tercera pareja se trata de Miguel, de clase popular, y Rosa, que atraviesan una  crisis y momentos de poca compresión, lo que les lleva a satisfacer sus necesidades fuera de la relación.Él es un personaje todo lo contrario a Bernardo, no tiene coche, busca trabajo y necesita ayuda de Rosa, pero coinciden en el fracaso de sus matrimonios. 
Pese a todo, los conflictos se dejan a un lado y las parejas se reconcilian, eso sí, frustrados y descontentos de convivir con la persona equivocada. Estas actitudes que están fuertemente marcadas por estatus social de clase alta barcelonesa, contrastan con el ambiente popular de la verbena.

## Reparto
| Actor              | Personaje |
| ------------------ | --------- |
| Umberto Orsini     | Miguel    |
| Rosalba Neri       | Rosa      |
| Francisco Rabal    | Bernardo  |
| Lidia Alfonsi      | Carmen    |
| Gian Maria Volonté | Alberto   |
| María Cuadra       | Inés      |
| Marco Guglielmi    | Enrique   |
| Marisa Solinas     | Alicia    |

## Producción
La película Noche de verano estuvo influenciada por el cine italiano, concretamente post-neorrealista, esto se debió a que los profesionales españoles del cine querían conocer e imitar en cierta forma aquello que se desarrollaba en otros países. Así, en los años 60 se produjeron películas más innovadoras visualmente y en las que se hacía una crítica hacia la dictadura franquista por lo que fueron objeto de polémicas y censuras.
Dirección
Jorge Grau dirigió junto con Antonio Mercero, diplomado por la EOC, la película. Además, la obra de Rossellini, Viaje a Italia determinó el estilo de dirección, producción y fotografía de la película Noche de verano, sin lejos de querer disimularlo Grau, deja en evidencia dicha figura.Esta influencia se debe a que el director realizó sus estudios fílmicos en Italia.
Banda sonora
La banda sonora está compuesta por Antonio Pérez Olea, siendo su primer trabajo musical para una película. Influenciada por el género musical estadounidense del jazz, concretamente por el hard bop, el compositor juega con los sentimientos y situaciones que viven los personajes a través de la música de forma sutil. Es remarcable el uso de las frases de doble sentido, los silencios, las miradas o las imágenes con sonido ambiente, ya que conlleva a que el espectador aprecie más la imagen y la situación que se está dando pues son acompañados de una banda sonora embaucadora. 
Fotografía
El responsable de la imagen fotográfica en las diferentes escenas fue el operador de cámara, Aurelio G. Larraya, profesional de Televisión Española. Pero, se observan referencias en cuanto a la forma de composición, uso de las imágenes y movimientos de cámara de Federico Fellini y Michelangelo Antonioni. Por el lado de la narrativa, Antonioni y Rossellini, son los que influyeron en el director. En la primera verbena de San Juan se diseña un ambiente festivo en forma casi de documental, mostrando al espectador los hechos que tienen lugar en este tipo de celebraciones como fuegos artificiales, salas de baile o bares de copas. Por otra parte, se puede reverenciar a la fotografía de Al final de la escapada para observar su inspiración en ésta para la composición de planos cortos en los que evidencian los gestos de los personajes, así como la arquitectura donde transcurren los actos. 
Guion
Jorge Grau empezó a desarrollar el guion de su primera película en 1957 junto con Eusebio Ferrer, titulándose en un principio Con música de baile. Tras varios inconvenientes, no fue hasta cuando le mostró la obra escrita al italiano Fellini que se empezó a desarrollar la producción. De esta forma, con un pie en España y otro en Italia, se unieron Claudio Barbati y Fernando Morandi. Asimismo, la narración se trata de art cinema narration, la cual se focaliza en los personajes antes que en el argumento de la propia película, de forma que los problemas de los protagonistas es lo que más destaca.
Vestuario
La indumentaria fue elección de Miguel Narros.

## Contexto
En los años 60 en Europa se desarrollaba el movimiento revolucionario de las vanguardias, pero España atravesaba una dictadura personificada en Francisco Franco, conllevando a que diferentes disciplinas de las artes se vieran afectadas. El cine fue una de ellas, pues se continuó haciendo caricaturesco, no obstante, años más tarde se empezó a desarrollar un subgénero que apartaba los problemas sociales de la época. Al mismo tiempo, José María García Escudero se hizo con la Dirección General de Cinematografía y Teatro (1962-1968), lo que supuso un avance para su desarrollo puesto que su objetivo era mejorar la calidad del cine español; pese a ello se seguía bajo las restricciones de la vida política.
En este contexto nacería el conocido Nuevo cine español o también llamada Nueva Ola Española, con nombres como Carlos Saura, Basilio Martín Patino o Julio Diamante, todos ellos querían contar historias que fueran más allá. De este nuevo movimiento, FlixOlé -plataforma en streaming de cine español-, recuperó hasta 21 películas como Noche de verano, otras que destacan son 'Si volvemos a vernos' (1968) o 'El arte de vivir' (1965). Este suceso se produjo debido a la censura ya que se trataban temas relacionados con el adulterio o una crítica al matrimonio, lo hizo que el drama no fuera estrenado al completo. Así, se marcó un punto y aparte en el cine español, con películas más polémicas y menos comerciales como consecuencia.
Fue con 'El buen amor' de Francisco Regueiro y 'Del Rosa al amarillo' de Manuel Summers, ambas junto con el film de Grau, cuando se consolida una nueva técnica y mayor calidad.

## Recepción
Noche de verano fue bien recibida, sobre todo por cineastas y expertos del cine de los años 60. Se considera como una irrupción y un inicio hacia una época más rebelde e incluso la llegaron a considerar como la primera película importante del cine español. En cambio, en el momento del estreno se publicaron dos versiones, la que se presentó en el Festival de Mar de Plata que obtuvo buenas críticas, y otra, la aceptada por la productora 'Procusa' con valores nacionales y católicos, vinculada al Opus Dei, en la que se recortaron diferentes escenas; esta última versión fue la publicada en los cines.

## Reconocimientos
Noche de verano obtuvo una Mención Especial como director en el Festival Mar de Plata en Argentina, 1963. También la Mención a la primera obra en la Semana Internacional de Cine religiosos y de Valores Humanos de Valladolid y, el premio de la Oficina Católica Internacional del Cine.